# Shamus O'Brien (film, 1908)
Pour les articles homonymes, voir Shamus O'Brien.
Shamus O'Brien est un film muet américain réalisé par Francis Boggs et sorti en 1908.

## Fiche technique
- Réalisation : Francis Boggs
- Production : William Nicholas Selig
- Date de sortie :  États-Unis : 15 mars 1908

## Distribution
- Theodore Lorch : Shamus O'Brien